# Фільсбібург
Фільсбібург (нім. Vilsbiburg) — місто в Німеччині, знаходиться в землі Баварія. Підпорядковується адміністративному округу Нижня Баварія. Входить до складу району Ландсгут.
Площа — 68,85 км2. Населення становить 12 231 ос. (станом на 31 грудня 2020).
Має найбільший дах в Німеччині, де в якості покрівельного покриття використовуються вбудовані сонячні батареї. Всього тут встановлено 4 200 сонячних батарей.

## Галерея

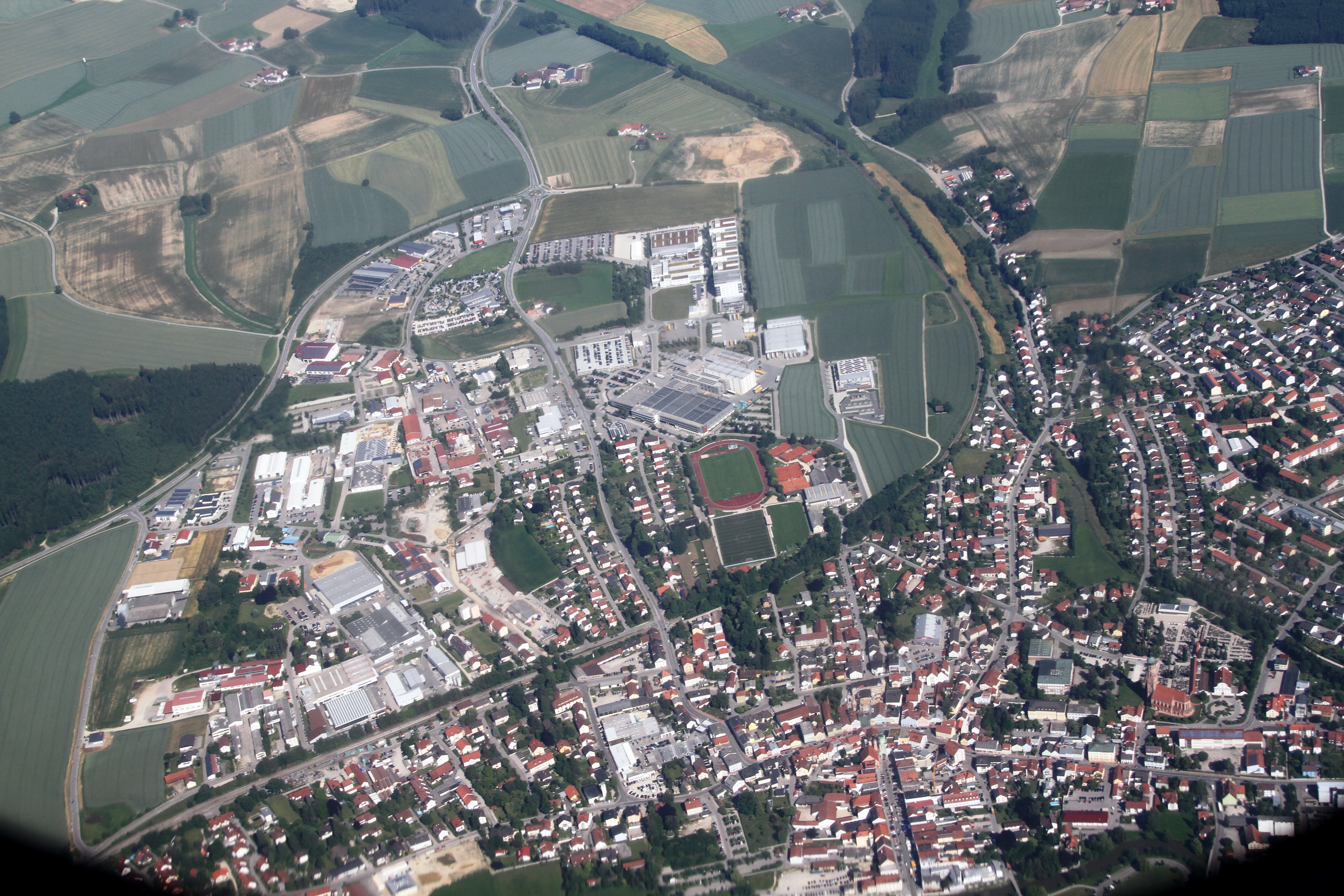
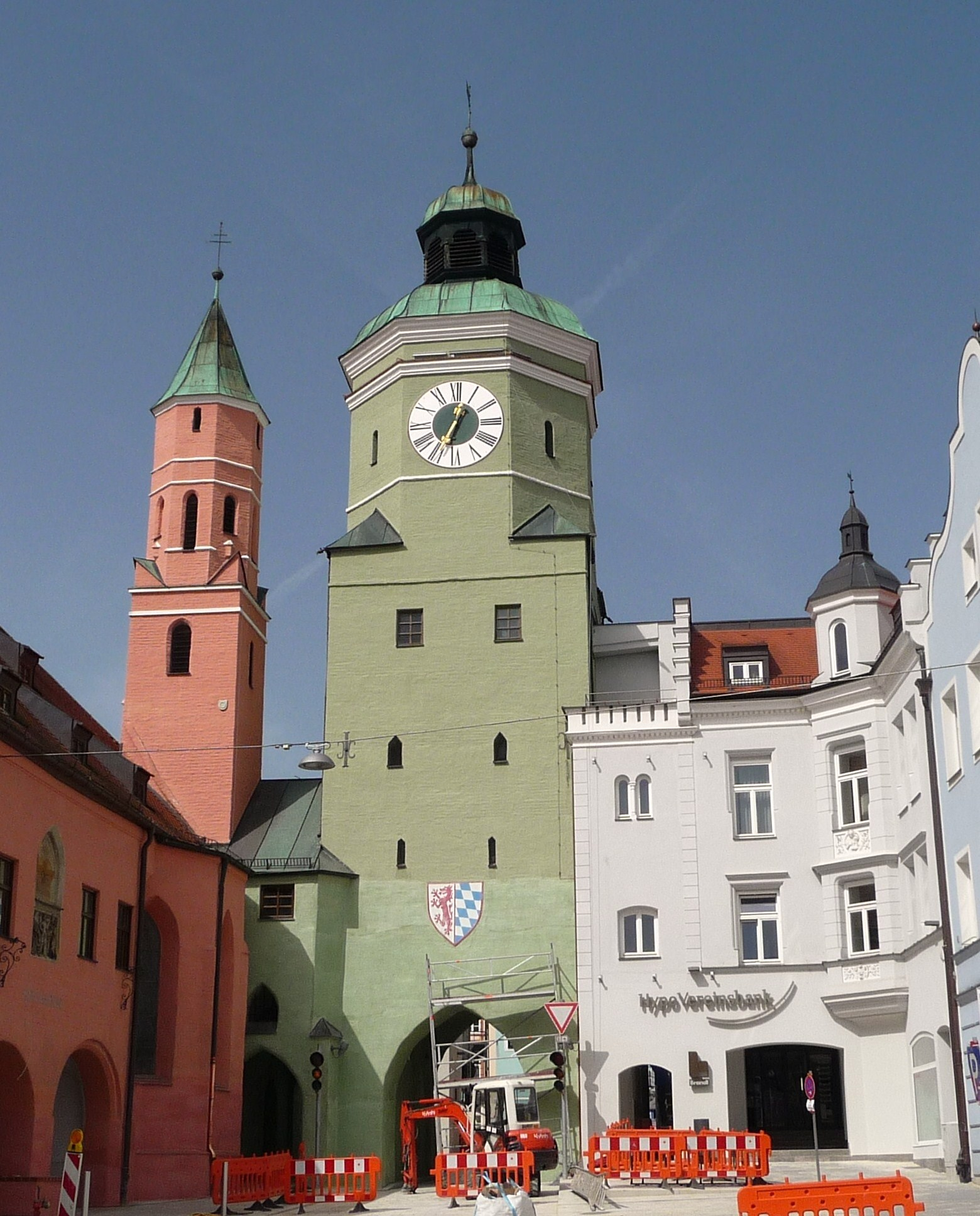
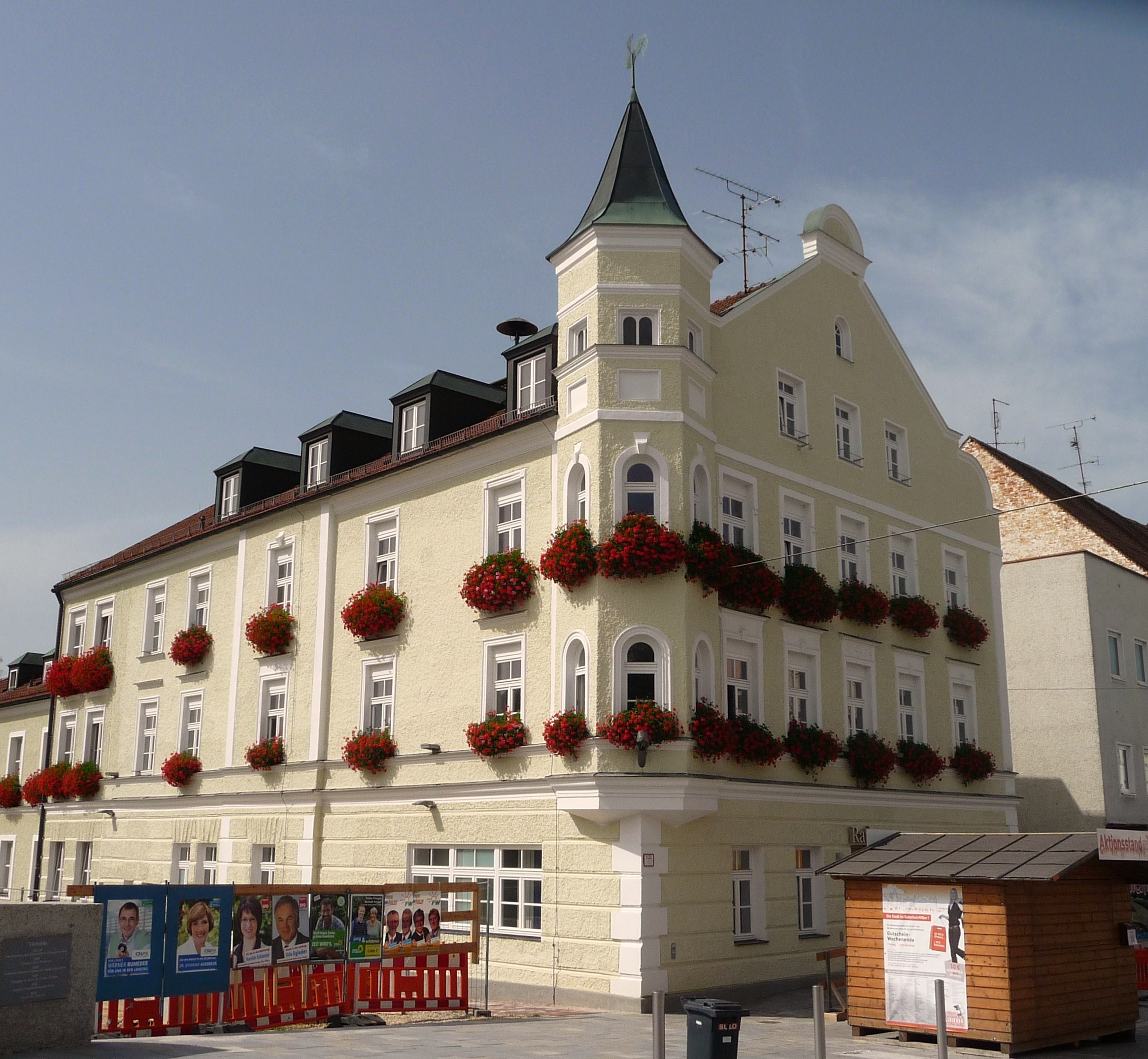